# Igor Sekić
Igor Sekić (* 15. Februar 1981 in der SFR Jugoslawien) ist ein österreichischer Fußballspieler mit kroatischer sowie österreichischer Staatsbürgerschaft.

## Karriere

### Jugend
Sekić, der in der SFR Jugoslawien geboren wurde, wanderte noch als Kind mit seinen Eltern nach Österreich aus. Dort begann er seine aktive Karriere als Fußballspieler im Jahre 1992 in Eisenerz im Bezirk Leoben in der Steiermark. Von 1992 bis 1995 war er in der Jugend des dort beheimateten WSV Eisenerz aktiv und wechselte danach in die Nachwuchsabteilung des österreichischen Traditionsvereines DSV Leoben. Im knapp 25 Kilometer entfernten Leoben spielte er sich durch verschiedene Jugendspielklassen, ehe er zur Saison 1997/98 zum ersten Mal in den Profikader der Donawitzer geholt wurde, die ihren Spielbetrieb in der zweitklassigen Ersten Liga hatten.

### Vereinskarriere

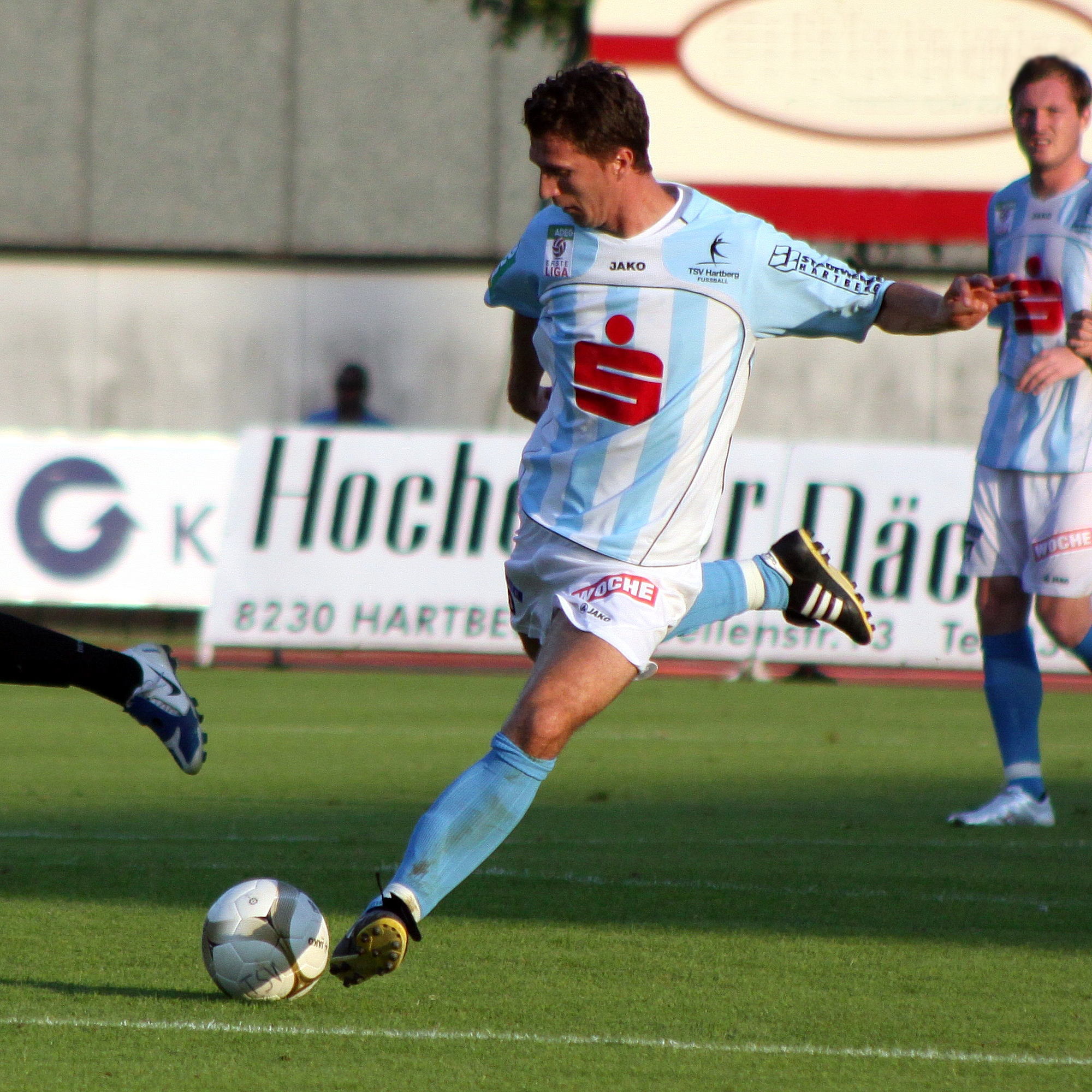
Sekić in Aktion (Juli 2009)

Sein Profidebüt gab Sekić schließlich 17-jährig am 6. Juni 1998 bei der 1:2-Auswärtsniederlage gegen den FC Kufstein. Im Spiel wurde er in der 64. Minute für René Mitteregger eingewechselt. In der Folgesaison kam er bei 15 Ligaeinsätzen gerade einmal auf drei Partien, bei denen er die volle Spieldauer auf dem Platz stand. Am Ende der Saison erreichte die Mannschaft den achten Tabellenplatz. Während der Saison 1999/2000 kam Sekić auf 10 Meisterschaftseinsätze und sicherte sich mit dem Team den zweiten Tabellenrang mit elf Punkten Rückstand auf den Vfb Admira Wacker Mödling. Auch in der darauffolgenden Spielzeit 2000/01 schaffte er es nicht wirklich sich in den Stammkader zu kämpfen und kam so während der Saison nur zu acht Auftritten.
Nach Jahren ohne Torerfolg schaffte es der zentrale Mittelfeldspieler schließlich in der Saison 2001/02, seine ersten Treffer zu erzielen. Vor allem die Tage vom 4. bis zum 10. August 2001 zählten neben dem Vizemeistertitel mit den Donawitzern zu den größten Erfolgen seiner bisherigen Karriere. Nachdem er am 4. August beim 5:0-Heimsieg über den FC Lustenau 07 sein erstes Profiligator erzielte und das Auswärtsspiel gegen den SV Wörgl am 7. August mit 3:1 gewann, erzielte er am darauffolgenden 10. August gleich zwei Treffer beim 4:1-Heimerfolg über die SV Mattersburg. Noch in der Winterpause derselben Saison wechselte er nach insgesamt 50 absolvierten Meisterschaftspartien zum SV Austria Salzburg in die österreichische Bundesliga. Dort gab er am 28. April 2002 sein Bundesligadebüt, als er beim 6:1-Heimsieg über den SK Rapid Wien in der 76. Spielminute für den Langzeit-Salzburger Roman Szewczyk ins Spiel kam. Nach drei weiteren Einsätzen für die Mozartstädter folgte ein leihweiser Wechsel in die drittklassige Regionalliga Mitte zum FC St. Veit, mit dem er in der Spielzeit 2003/04 in die viertklassige Kärntner Liga abgestiegen wäre.
Doch zuvor wechselte der junge Mittelfeldakteur im Jänner 2004 zurück zu seinem Stammverein nach Leoben. So kam er noch in der gleichen Saison zu 14 Einsätzen und einem Tor für die Montanstädter. Ab 2004/05 avancierte Sekić zu einem Stammspieler im Mittelfeld der Donawitzer, musste dabei aber aufgrund konditioneller Probleme in 19 von 26 Spielen ausgewechselt werden. Wie schon in der Saison davor, erzielte er auch diesmal einen einzigen Treffer. Nach 25 Ligaeinsätzen in der Spielzeit 2005/06 folgten 2006/07 weitere 30 Einsätze sowie ein Tor.
Während der Zweitliga-Spielzeit 2007/08 machten sich abermals konditionelle Probleme beim zentralen Mittelfeldspieler bemerkbar. So kam er bei 30 absolvierten Spielen gerade einmal auf sieben Partien, in denen er die volle Spieldauer auf dem Platz stand. Auch die Spielzeit 2008/09 war von Konditionsproblemen des Mittelfeldakteurs geprägt, so kam er bei 18 gespielten Partien für die Leobner auf sechs Spiele, in denen er die gesamte Spieldauer auf dem Platz stand. Nachdem sich schon längere Zeit finanzielle Probleme beim Verein aus Leoben-Donawitz bemerkbar machten, wechselte Sekić, nur ein paar Tage vor der Konkursanmeldung seines Vereines, zum 1. FC Vöcklabruck nach Oberösterreich. Für die Profimannschaft des Vereines, die ihren Spielbetrieb ebenfalls in der Ersten Liga hatte, kam er in elf Meisterschaftspartien zum Einsatz und erzielte dabei drei Tore.
Doch auch bei diesem Verein sollte es ihn nicht lange halten, denn noch am Ende der Saison wurde der Verein, dessen Kampfmannschaft trotz der Hilfe von Sekić nur den zwölften und damit letzten Tabellenplatz erreichte, aufgelöst. Grund war auch hier, wie schon beim DSV Leoben, ein finanzielles Problem, da der Hauptsponsor zurückgetreten war und der Verein zumeist nur durch diesen finanziert wurde.
Vor Beginn der Saison 2009/10 unterschrieb Sekić einen Vertrag beim Aufsteiger aus der Regionalliga Mitte, dem TSV Hartberg. Obwohl er in 18 Spielen zum Einsatz kam, wurde sein Vertrag im Sommer 2010 nicht mehr verlängert. Seitdem spielt er beim SC Marchtrenk in der 2. Landesliga Ost.

## Erfolge
- 1× Vizemeister der Ersten Liga: 2000